# Metalectra discalis
Metalectra discalis là một loài bướm đêm trong họ Erebidae.